# Megaceras hoplites
Megaceras hoplites är en skalbaggsart som beskrevs av Silvestre 1996. Megaceras hoplites ingår i släktet Megaceras och familjen Dynastidae. Inga underarter finns listade i Catalogue of Life.